# Jake Roper
Jake Roper (n. 25 ianuarie 1987) este o personalitate de pe internet americană cunoscută în primul rând pentru găzduirea canalului Vsauce3 pe YouTube. Vsauce3 are peste 3.400.000 abonați și conține postări cu conținut legat de lumi ficționale, jocuri video și știință. Roper, de asemenea, are un canal personal, denumit "OFFICIALjakeroper", și găzduiește frecvent alte show-uri pe canalele Vsauce afiliate, inclusiv DONG (Do Online Now, Guys) și canalul WeSauce.

## Viața timpurie și educația
Roper s-a născut pe 25 ianuarie 1987 și a crescut în Evergreen, Colorado. El a urmat cursurile Școlii de arte vizuale (School of Visual Arts), unde a primit diplomă în filmologie. Înainte de a lucra pe YouTube, Roper și-a folosit diploma pentru a obține diverse locuri de muncă în televiziune și publicitate.

## Cariera
Înainte de a-l întâlni pe Michael Stevens, Roper a găzduit pe YouTube un show numit Space Lab, unde tălmăcea copiilor informații științifice despre cosmos. Stevens l-a implicat pe Jake în editarea videoclipurilor în 2011, iar în 2012, Roper a început să încarce videoclipuri cu regularitate pe Vsauce3, începând cu segmentul denumit App All Knight. De-a Lungul timpului, Roper a început să găzduiască toate show-urile de pe Vsauce3, făcându-și, într-un mod eficient, canalul al său propriu.
Segmentele de pe acest canal, cum ar fi Game LÜT, App All Knight, HeadShot, 9bit, și Faptul Surgery au fost fie întrerupte, fie mutate pe alte canale din rețeaua Vsauce. Acest lucru i-a permis lui Jake să se concentreze pe conținutul principal al canalului, care gravita în jurul explicațiilor legate de știința din spatele lumilor ficționale. De-a Lungul anilor, Roper a lucrat cu diverse vedete și experți, inclusiv Neil deGrasse Tyson, Bill Nye, Jack Black, și Paul Rudd. În decembrie 2016, Roper a colaborat cu Mark Rober pentru a recrea capcanele din filmul Singur Acasă din 1990, într-un videoclip intitulat "Could You Survive Home Alone?" (Ai putea supraviețui singur acasă?). Roper lucrat cu Kurzgesagt – In a Nutshell , în septembrie 2017, pentru a face un film despre realitatea simulată a lui Nick Bostrom.
Pe data de 31 martie 2017, Roper a anunțat că s-a alăturat în calitate de nou director de producție la compania lui Casey Neistat, și la canalul său de pe YouTube - Beme News.

## Viața personală
Pe noiembrie 25, 2015, Jake a anunțat pe canalul său personal că a avut o formă rară de cancer numit sarcom. În iunie 2016, a anunțat că rezultatele testelor indică faptul că cancerul a dispărut. 
Roper a avut o relație romantică cu Vanessa Hill de pe canalul BrainCraft.

## Filmografie
| An   | Titlu                    | Rolul     | Sursa  |
| ---- | ------------------------ | --------- | ------ |
| 2017 | Live with Kelly and Ryan | el însuși | [ 20 ] |